# 2000年シドニーオリンピックのモザンビーク選手団
2000年シドニーオリンピックのモザンビーク選手団（2000ねんシドニーオリンピックのモザンビークせんしゅだん）は、2000年9月15日から10月1日にかけてオーストラリアのニューサウスウェールズ州シドニーで開催された2000年シドニーオリンピックのモザンビーク選手団、およびその競技結果。

## 概要
今大会は金メダル1個、合計1個のメダルを獲得した。
陸上女子800mでマリア・ムトラが金メダルを獲得、モザンビークにオリンピック初めての金メダルをもたらした。

## メダル
| メダル | 選手名         | 競技 | 種目     |
| ------ | -------------- | ---- | -------- |
| 金     | マリア・ムトラ | 陸上 | 女子800m |